# Leonífero

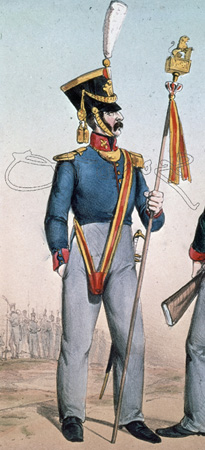
Leonífero (1821) Del álbum de Infantería publicado por la Dirección del arma (Archivo Histórico Militar).

El leonífero era un soldado de la infantería española, que llevaba la enseña del león a semejanza del que llevaba el águila en las legiones romanas. Esta clase de soldados existieron por los años 1820 a 1824.
Por Real Decreto de 1 de noviembre de 1820, bajo el reinado de Fernando VII de España, fue dispuesto que el ejército y la milicia nacional sustituyeran las banderas y estandartes por la Insignia del León, 1821-1823, denominándosele por ello al portainsignias leonífero. Consistía en:

Un león dorado… sobre un pedestal… asegurando con el brazo derecho… el libro de la Constitución, cerrado… Esta insignia se colocará en el extremo de un asta, que, en su parte superior, y debajo de la bomba que sostenga el pedestal, se sujetarán con un lazo de color encarnado… dos grimpolones del pabellón nacional.